# Prosper Bonaventure Ky
Prosper Bonaventure Ky (ur. 10 stycznia 1965 w Toma) – duchowny katolicki z Burkina Faso, biskup Dédougou od 2018.

## Życiorys

### Prezbiterat
Święcenia kapłańskie przyjął 23 lipca 1994 i został inkardynowany do diecezji Nonna-Dédougou. Przez wiele lat pracował w niższych seminariach burkińskich. W 2012 został dyrektorem domu księży-studentów w Wagadugu.

### Episkopat
24 kwietnia 2018 papież Franciszek mianował go biskupem ordynariuszem diecezji Dédougou. Sakry udzielił mu 21 lipca 2018 kardynał Philippe Ouédraogo.